# Kjerkfjorden
Kjerkfjorden est une localité du comté de Nordland, en Norvège.

## Géographie
Administrativement, Kjerkfjorden fait partie de la kommune de Moskenes.